# Курташ-Карп Юлія Мар'янівна
Ю́лія Мар'я́нівна Ку́рташ-Карп (18 листопада 1959, Долина) — українська поетеса, сценаристка, перекладачка, літературний критик та громадська діячка.

## Біографічні дані
У 1966—1976 роках Юлія Курташ-Карп навчалась у Долинській середній школі № 1. У 1976-му закінчила Долинську музичну школу (клас фортепіано). 1976 року вступила на хімічний факультет Львівського університету, який закінчила у 1982-му. Працювала на кафедрі аналітичної хімії Львівського університету й хіміком-аналітиком ІГГКК НАН України. У 2001-му Юлія Курташ-Карп вела авторську програму Львівської телерадіокомпанії. З 199З-го по 1995 рік студіювала акторську майстерність при театральній студії Львівського молодіжного театру імені Леся Курбаса.
З 1976 року поетеса живе і працює у Львові. У 1987-му вийшла заміж за Юрія Степановича Карпа — викладача КТР радіотехнічного факультету Національного університету «Львівська політехніка». Син, Святослав Юрійович Карп (*1989), лікар-хірург ЛРОЦ, навчається в аспірантурі Львівського національного медичного університету імені Данила Галицького.

## Творча діяльність
Вже з молодшого шкільного віку Юлія Курташ-Карп дуже цікавилася літературою, особливо поезією. Свій перший вірш написала 1967 року. Як поетеса дебютувала 1974 року в газеті «Червона Долина».
Загалом про творчість Юлії Курташ-Карп сказано в передмові до її збірки «Поезія» (Львів, «Каменяр», 2016):

| Вірші сучасної української поетеси зі Львова приваблюють глибиною проникнення в духовний світ сучасної людини - людини, яка проживає відведений їй Творцем час у дуже складних умовах. Власні життєві рефлексії в поетичних строфах збірки перетворюються в загальнолюдські - радість і біль, страждання і перемоги... Спільними для них є висока життєстверджуюча інтонація поряд з чесним поводженням із словом. |
З 1997 року Юлія Курташ-Карп видала дев'ять поетичних книжок. Друкувалася в численних поетичних антологіях, як-от «Посвята», «Ой ти, дівчино, з горіха зерня», «Небесна сотня», «Галицький золотослов», «Український Мойсей», «Письменники рідного краю».
Вона авторка численних передмов і літературних рецензій, газетних і журнальних публікацій, зокрема у виданнях «Дзвін», «Універсум», «Високий Замок», «Слово Просвіти», «Літературна Україна», «Літературна неділя», «Свіча».

Юлія Курташ-Карп на вечорі поезії. 2015 рік.

Поетеса також перекладає з польської мови. 2001 року вийшли в її перекладі «Вибрані поезії» Кароля Войтили.
З 1999 по 2008 роки Юлія Курташ-Карп стала авторкою шести телевізійних художньо-документальних телефільмів, реалізованих на Львівському державному телебаченні: «Митець і меценат», «Дума про Учителя», «Святість земна», «Від Різдва до Різдва», «Усе про жінку» й «Дорога».
Вона виступила як авторка та режисер літературно-мистецьких проектів «Відомі і невідомі герої», «Чубинський і ми», «За крок до Різдва», «Поезія як аристократизм мислення», «Поміж зорями і хрестами», «Франко. Сто літ самоти».
Поетеса — часта гостя мистецьких програм Українського радіо, а в 2007 році вела власну телепрограму «Віч-на-віч з Юлією Курташ-Карп» на Львівському державному телебаченні.
Юлія Курташ-Карп проводить поетичні майстер-класи з дітьми на базі дитячої бібліотеки № 13 у Львові й неодноразово запрошувалась як член журі в роботі Всеукраїнського літературного конкурсу молодих поетів на здобуття премії імені Богдана Ігоря Антонича. Бере активну участь у літературних імпрезах, зокрема зустрічах із читачами.
У жовтні 2004 року вона вступила до Національної спілки письменників України. У 2016-му — до Національної спілки журналістів України.

## Критика творчості
На думку критиків, уся творчість письменниці має виражене філософське спрямування.
«…момент поєднання думки й образу, як філософське спостереження над світом. А ще — свіжість, оригінальність письма, серед численних добрих якостей якого є ритмічне розмаїття віршів, мелодійна сув'язь слів, тонка, по-мистецькому ефектна колористика образів, мотивів і постатей світової літератури і культури взагалі» (Андрій Содомора).
«Добротна аналітичність і раціоналізм з одробинкою іронії й самоіронії виказують в ній мислячу душу, яка фокусує слово через призму близької їй філософії серця. З усією відповідальністю стверджую і тішуся, що маємо справу з Майстром» (Ігор Калинець).
«Модернова поетка з глибоким готичним звучанням доби» (Олександр Козаренко).
«Поезія Юлії Курташ-Карп заслуговує на поважну розмову, бо вирізняється навіть на тлі далеко не бідного на яскраві явища нашого
новітнього літературного життя» (Іван Дзюба).

## Твори

### Поетичні збірки
- «Сповідь Скорпіона» — Львів: Таля, 1997
- «Змагання з парсеком» — Львів: Морена, 1998
- «Одержима дощем» — Львів: Престиж Інформ, 2000
- «Технологія чуйності» — Львів: Терус, 2002
- «Яблунева сага» — Львів: Кальварія, 2003
- «Рапсодії осінніх зорепадів» — Львів: Галицька видавнича спілка, 2010
- Аудіокнига «Рапсодії осінніх зорепадів». — Львів: радіо «Воскресіння», 2010
- «Поезія». Із видавничої серії «Улюблені вірші» — Львів: Каменяр, 2016
- «Уроки гравітації» — Львів: Каменяр, 2017
- «Орбіти уразливих візій» — Львів: Літопис, 2019
- Співавторство в колективних поетичних збірках:
  - «Посвята»
  - «Ой ти, дівчино, з горіха зерня»
  - «Небесна сотня»
  - «Галицький золотослов»
  - «Український Мойсей»
  - «Письменники рідного краю»

### Інші публікації
Літературні рецензії, газетні та журнальні статті у виданнях:
- «Дзвін»
- «Універсум»
- «Високий Замок»
- «Слово Просвіти»
- «Літературна Україна»
- «Літературна неділя»
- «Свіча»

### Переклади
- Кароль Войтила. Вибрані поезії. — Львів: Терус, 2001

### Авторські телефільми
- «Митець і меценат» — Львівське телебачення, 1999
- «Дума про Учителя» — ЛТБ, 2000
- «Святість земна» — ЛТБ, 2001
- «Від Різдва до Різдва» — ЛТБ, 2005
- «Усе про жінку» — ЛТБ, 2006
- «Дорога» — ЛТБ, 2008

## Нагороди і відзнаки
- Травень 2008 — грамота Департаменту культури і туризму Львівської облдержадміністрації за активну участь та підтримку обласного книжкового фестивалю «Рідне слово Богом дане», за популяризацію української книжки
- Листопад 2014 — грамота НСПУ за вагомий особистий внесок у розвиток української літератури, за активну участь у культурному житті України
- Вересень 2015 — диплом Першого міжнародного літературного фестивалю «Галицька осінь»
- Грудень 2017 — Літературна премія імені Маркіяна Шашкевича — за книжку поезій «Уроки гравітації»[3]
- Січень 2018 — Літературно-мистецька премія імені Пантелеймона Куліша — за багатогранний літературно-мистецький доробок та активну літературно-просвітницьку діяльність
- Вересень 2020 — Почесна грамота Верховної Ради України

## Зовнішні зв'язки
- «Курташ-Карп Юлія Мар'янівна». Енциклопедія Сучасної України. Прочитано 25.06.2017 [Архівовано 1 вересня 2017 у Wayback Machine.]
- Сайт Юлії Курташ-Карп. Прочитано 25.06.2017[недоступне посилання з липня 2019]
- Авторська сторінка Юлії Курташ-Карп на сайті «Поетичні майстерні» [Архівовано 7 січня 2018 у Wayback Machine.]
- Телефільми Юлії Курташ-Карп на сайті «YouTube»
- Юлія Курташ-Карп — фільм «Усе про жінку»